# Teresa Portela (portugalska kajakarka)
Teresa do Rosário Afonso Portela (ur. 30 października 1987 w Esposende) – portugalska kajakarka, czterokrotna olimpijka, medalistka mistrzostw świata i Europy.

## Kariera sportowa
Zajęła 4. miejsce w wyścigu kajaków czwórek (K-4) na dystansie 200 metrów i dwa 6. miejsca w wyścigach czwórek na 500 metrów i na 1000 metrów na mistrzostwach Europy w 2007 w Pontevedrze. Na mistrzostwach świata w 2007 w Duisburgu zajęła w konkurencji czwórek 4. miejsce na 200 metrów i 8. miejsce na 500 metrów, a na mistrzostwach Europy w 2008 w Mediolanie 5. miejsce w wyścigu czwórek na 500 metrów. Odpadła w półfinale wyścigu jedynek (K-1) na 500 metrów na igrzyskach olimpijskich w 2008 w Pekinie. Zajęła w konkurencji czwórek 4. miejsce na 200 metrów i 6. miejsce na 500 metrów na mistrzostwach Europy w 2009 w Brandenburgu.
Zdobyła brązowy medal w wyścigu czwórek na 200 metrów, a także zajęła 6. miejsce w wyścigu czwórek na 500 metrów na mistrzostwach świata w 2009 w Dartmouth (razem z nią płynęły na obu dystansach Beatriz Gomes, Helena Rodrigues i Joana Sousa). Na mistrzostwach Europy w 2010 w Trasonie zajęła 5. miejsce w wyścigu jedynek na 500 metrów, 6. miejsce w wyścigu czwórek na 500 metrów i 7. miejsce w wyścigu jedynek na 200 metrów, a na mistrzostwach świata w 2010 w Poznaniu zajęła 4. miejsca w wyścigu jedynek na 500 metrów i w sztafecie jedynek 4 × 200 metrów oraz 6 miejsca w wyścigach jedynek na 200 metrów i czwórek na 500 metrów.
Zdobyła srebrny medal w wyścigu jedynek na 200 metrów na mistrzostwach Europy w 2011 w Belgradzie, za Natalją Łobową z Rosji i swą imienniczką Teresą Portelą z Hiszpanii, a także zajęła 4. miejsce w wyścigu czwórek na 500 metrów i 5. miejsce w konkurencji jedynek na 500 metrów. Na mistrzostwach świata w 2011 w Segedynie zajęła 6. miejsca w wyścigach jedynek na 200 metrów i na 500 metrów oraz 7. miejsce w wyścigu czwórek na 500 metrów. Zdobyła brązowy medal w konkurencji jedynek na dystansie 200 metrów (za Natasą Janics z Węgier i Martą Walczykiewicz z Polski) oraz zajęła 5. miejsce w wyścigu czwórek na 500 metrów na mistrzostwach Europy w 2012 w Zagrzebiu.
Zajęła 8. miejsce w wyścigu jedynek na 200 metrów, 11. miejsce (3. w finale B) w wyścigu jedynek na 500 metrów i 6. miejsce w wyścigu czwórek na 500 metrów (w osadzie portugalskiej płynęły również Joana Vasconcelos, Gomes i Rodrigues) na igrzyskach olimpijskich w 2012 w Londynie. Zajęła 9. miejsce w konkurencji dwójek (K-2) na 200 metrów na mistrzostwach Europy w 2013 w Montemor-o-Velho. Zdobyła dwa brązowe medale w konkurencji jedynek na 200 metrów (za Danutą Kozák z Węgier i Jeleną Tieriechową z Rosji) i na 500 metrów (za Kozák i Franziską Weber z Niemiec) na mistrzostwach Europy w 2014 w Brandenburgu, a na mistrzostwach świata w 2014 w Moskwie zajęła w wyścigach jedynek 5. miejsce na 500 metrów i 7. miejsce na 200 metrów. Zajęła w konkurencji jedynek 5. miejsce na 200 metrów i 8. miejsce na 500 metrów na mistrzostwach Europy w 2015 w Račicach, a także 9. miejsca w wyścigach jedynek na 500 metrów na igrzyskach europejskich w 2015 w Baku i na mistrzostwach świata w 2015 w Mediolanie.
Zajęła 11. miejsce (3. w finale B) w wyścigu jedynek na 500 metrów na igrzyskach olimpijskich w 2016 w Rio de Janeiro, a na mistrzostwach Europy w 2017 w Płowdiwie 8. miejsce w konkurencji jedynek na 200 metrów i 9. miejsca w wyścigach dwójek i czwórek na 500 metrów. Na mistrzostwach świata w 2017 w Račicach zajęła w konkurencji jedynek 7. miejsce na 500 metrów i 9. miejsce na 200 metrów.
Zdobyła złoty medal w wyścigu dwójek na dystansie 200 metrów, a także zajęła 7. miejsce w wyścigu dwójek na 500 metrów (w parze z Joaną Vasconcelos na obu dystansach) na mistrzostwach Europy w 2018 w Belgradzie. Zdobyła brązowy medal w konkurencji jedynek na dystansie 200 metrów na igrzyskach śródziemnomorskich w 2018 w Tarragonie. Zajęła 8. miejsce w wyścigu dwójek na 200 metrów na mistrzostwach świata w 2018 w Montemor-o-Velho, a na igrzyskach europejskich w 2019 w Mińsku zajęła 6. miejsce w tej konkurencji i 8. miejsce w wyścigu czwórek na 500 metrów. Na mistrzostwach świata w 2019 w Segedynie zajęła 8. miejsce w wyścigu jedynek na 200 metrów.
Na swych czwartych igrzyskach olimpijskich w 2020 w Tokio zajęła w wyścigu jedynek 7. miejsce na 500 metrów i 10. miejsce (1. w finale B) na 200 metrów. Startując w konkurencji jedynek na mistrzostwach świata w 2021 w Kopenhadze zajęła 5. miejsce na 200 metrów i 6. miejsce na 500 metrów.